# Arundinella laxiflora
Arundinella laxiflora är en gräsart som beskrevs av Joseph Dalton Hooker. Arundinella laxiflora ingår i släktet Arundinella och familjen gräs. Inga underarter finns listade i Catalogue of Life.